# Beștepe
Beștepe is een Roemeense gemeente in het district Tulcea.
Beștepe telt 1991 inwoners.